# Коренчук, Павел Григорьевич
Коренчук Павел Григорьевич (17 ноября 1924, деревня Магдалин, Кобринский повет, Полесское воеводство, Польская республика— 9 апреля 2012, деревня Магдалин, Кобринский район, Брестская область, Республика Беларусь) — советский белорусский работник сельского хозяйства, председатель колхоза "Новый путь" Кобринского района Брестской области. Член КПСС с 1948 года. Кавалер ордена Ленина(1981).

## Биография
Родился 11 октября 1924 года в крестьянской семье в деревне Магдалин Кобринского повета Полесского воеводства Польской республики. 
В 1936 году окончил Борисовскую начальную школу. После чего поступил в Кобринскую польскую школу, которую окончил уже по приходе советской власти в 1941 году. После освобождения Кобринского района от немецко-фашистских захватчиков был отправлен на строительство Днепро-Бугского канала. В 1945 году окончил школу младших командиров в Пинске, после чего служил заместителем командира взвода 14 отдельноого отряда охраны НКВД в городе Кобрине. 
После войны окончил заочно Пружанский сельскохозяйственным техникум с отличием.   С 1947 по 1948 годы был секретарем комсомольской организации Киселевецкого сельсовета Кобринского района Брестской области.  В 1949 году был избран председателем колхоза "Новый путь" Кобринского района Брестской области, где проработал до 1984 года. С 1987 по 1988 годы был председателем районного Совета ветеранов, в 1997-2001 годах - старостой деревни Магдалин. Избирался депутатом Киселевецкого сельсовета, Кобринского районного и Брестского областного Советов народных депутатов. 
Умер 9 апреля 2012 года в деревне Магдалин Кобринского района Брестской области.

## Награды
- Орден Ленина (1981)
- Орден "Знак Почета" (1974)
- Медаль «В ознаменование 100-летия со дня рождения Владимира Ильича Ленина» (1970)
- Почетная грамота Президиума Верховного совета БССР (1979)
- Почетный гражданин Кобринского района (2005)

## Семья
Первая жена - Вера Васильевна Козух. Вторая жена - Мария Васильевна Козух. Двое детей от первого брака - дочь Валентина и сын Анатолий.